# 里見八犬伝 (1954年の映画)
『里見八犬傳』（さとみはっけんでん）は、1954年に公開された河野寿一監督の5部構成の日本映画である。モノクロ、スタンダードサイズ。
この映画は、曲亭馬琴（滝沢馬琴）が1814年から1842年にかけて書いた長編小説『南総里見八犬伝』に基づいている。

## 構成
- 『里見八犬傳 妖刀村雨丸』 (映倫番号:1360-1)
- 『里見八犬傳 芳流閣の龍虎』 (映倫番号:1360-2)
- 『里見八犬傳 怪猫乱舞』 (映倫番号:1360-3)
- 『里見八犬傳 血盟八剣士』 (映倫番号:1360-4)
- 『里見八犬傳 暁の勝鬨』 (映倫番号:1360-5)

## スタッフ
以下のスタッフ名は特に記載がない限りKINENOTEに従った。
- 監督 - 河野寿一
- 企画 - 玉木潤一郎
- 脚本 - 村松道平
- 原作 - 滝沢馬琴 小説『南総里見八犬伝』
- 撮影 - 松井鴻
- 美術 - 吉村晟
- 音楽 - 高橋半
- 録音 - 中山茂二
- 照明 - 福田晃市、和多田弘
- 編集 - 宮本信太郎[7]
- 美術考証 - 山口玲凞
- 解説 - 泉田行夫
- 進行主任 - 徳田米雄
- 装置 - 加藤貞雄
- 背景 - 安井駿太郎
- 装飾 - 秋田実
- 記録 - 梅津泰子
- 衣裳 - 宮川清
- 美粧 - 林政信
- 結髪 - 妹尾茂子
- スチール - 平井稔乃
- 擬斗 - 足立伶二郎
- 助監督 - 隅田朝二
- 撮影助手 - 古谷伸
- 照明助手 - 城畑六郎、渡辺幸太郎
- 録音助手 - 足立満
- 美術助手 - 前田清
- 編集助手 - 福井政義
- 演技事務 - 田辺嘉昭
- 進行 - 内田秀雄

## キャスト

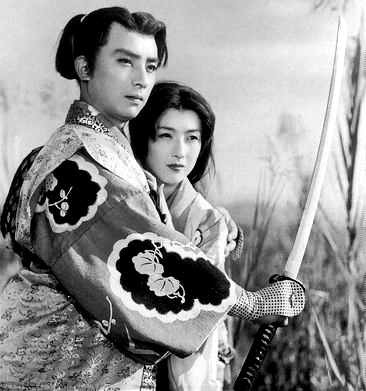
左から東千代之介、千原しのぶ
----
『里見八犬伝 第二部 芳流閣の龍虎』

以下の出演者名と役名は特に記載がない限りKINENOTEに従った。
- 東千代之介 - 犬塚信乃成孝
- 中村錦之助 - 犬飼現八信道
- 田代百合子 - 浜路
- 渡辺篤 - 蟇六
- 島田照夫 - 犬田小文吾悌順
- 藤里まゆみ - 犬坂毛野胤智
- 月形哲之介 - 犬山道節忠興
- 小金井修 - 犬川荘助義任
- 石井一雄 - 犬村大角礼儀
- 林玉緒（中村玉緒） - ひな衣
- 清川荘司 - 馬加大記
- 大西三郎、大泉滉 - 馬加鞍弥吾
- 堀正夫 - 卜部季六
- 大文字秀介 - 渡辺網平
- 島田伸 - 品七
- 森田肇 - 医者
- 小柴幹治 - 網乾左母二郎
- 小崎正彦 - 犬江親兵衛仁
- 原健策 - 里見義成
- 千原しのぶ - おぬい
- 荒木忍 - ゝ大法師
- 朝雲照代 - 夕顔
- 山口勇 - 簸上宮六
- 植木千恵、目黒裕樹 - 里見義通
- 薄田研二 - 赤岩一角
- 初音礼子 - 亀篠
- 片岡栄二郎[7]

## ネット配信
YouTubeの「東映時代劇YouTube」から、全5作が「傑作時代劇DAY」枠で2週間の期間限定無料配信が行われた。この後2024年から再び同チャンネルで期間限定無料配信が行われた。
| 部   | 配信期間（JST）  | 配信期間（JST）  | 配信期間（JST）  | 配信期間（JST）  |
| 部   | 2022年/2023年    | 2022年/2023年    | 2024年           | 2024年           |
| ---- | ---------------- | ---------------- | ---------------- | ---------------- |
| 一   | 2022.12.24 13:00 | 2023.01.07 12:59 | 2024.03.01 16:00 | 2024.03.17 23:59 |
| 二   | 2023.01.07 13:00 | 2023.01.21 12:59 | 2024.03.15 16:00 | 2024.03.31 23:59 |
| 三   | 2023.01.21 13:00 | 2023.02.04 12:59 | 2024.03.29 16:00 | 2024.04.14 23:59 |
| 四   | 2023.02.04 13:00 | 2023.02.18 12:59 | 2024.04.12 16:00 | 2024.04.28 23:59 |
| 完結 | 2023.02.18 13:00 | 2023.03.08 12:59 | 2024.04.26 16:00 | 2024.05.12 23:59 |